# ألبرشت الثالث دوق بافاريا
ألبرت الثالث التقي دوق بافاريا-ميونخ (بالألمانية: Albrecht III. der Fromme, Herzog von von Bayern-München؛  27 مارس 1401 - 29 فبراير 1460)؛ منذ عام 1438 أصبح دوق بافاريا ميونخ، فهو ابن إرنست دوق بافاريا-ميونخ وإليزابيتا فيسكونتي ابنة برنابيو فيسكونتي.

## الحياة
في عام 1429 تمت خطبته لأول مرة لإليزابيث ابنة إيرهارد الثالث كونت فورتمبيرغ، لكنها هربت وتزوجت من الكونت جون الرابع من فيردنبرغ، الذي كان خادمًا في بلاط والدها.
وفي عام 1432 بينما كان ألبرت مسؤولًا نيابة عن والده في دوقية بافاريا شتراوبينغ السابقة، تزوج سرًا من أغنيس بيرناور هي خادمة من أوغسبورغ، وطبع عارض والده هذا الزواج بشدة، وفي عام 1435 عندما كانت أغنيس تعيش في شتراوبينغ أمر الدوق إرنست بقتلها، بحيث اتُهمت بممارسة السحر، وأُلقيت في نهر الدانوب وغرقت، بينما كان ألبرت مشغولاً بعيدًا، بعد وفاة زوجته الأولى بقي ألبرت في إنغولشتات عند لودفيغ السابع، دوق بافاريا إنغولشتات، لكنه تصالح مع والده في نوفمبر من ذلك العام.
بعد المصالحة مع والده، تزوج ألبرت من الأميرة آنا من براونشفايغ-غروبنهاغن-أينبيك كزوجته الثانية وأنجب منها عشرة أطفال. 
وفي عام 1438 خلف ألبرت والده في منصب دوق بافاريا-ميونيخ، بين عام 1438-1439 قام ببناء قلعة بلوتنبورغ بين ضفتي نهر فورم وتحويلها إلى نزل للصيد، تم توسيع القلعة في وقت لاحق من قبل ابنه الثالث سيغيسموند، في عام 1440 رفض ألبرت التاج البوهيمي المقترح، وفي عام 1442 طرد اليهود من جميع أراضي بافاريا العليا، ولم يتم السماح بالاستيطان اليهودي مرة أخرى إلا بعد مرور 250 عامًا، وفي عامي 1444 و144، بدأ حملتين ضد بارونات اللصوص، بعد انقراض دوقات بافاريا-إنغولشتات أصدر ألبرت هذه الدوقية لابن خالته هنري السادس عشر دوق بافاريا-لاندسهوت في عام 1447.
في عام 1455، أسس ألبرت الدير البينديكتيني في أنديخس، توفي في ميونيخ عام 1460 ودفن في أنديخس.

## الأسرة والأطفال
1. يوهان الرابع دوق بافاريا (4 أكتوبر 1437 - 18 نوفمبر 1463).
2. إرنست (26 أغسطس 1438 - 29 فبراير 1460).
3. سيغيسموند دوق بافاريا (1439- 1 فبراير 1501).
4. ألبرت (24 ديسمبر 1440– 1445).
5. مارغريت (1 يناير 1442 - 14 أكتوبر 1479)؛ تزوجت من فيديريكو الأول غونزاغا، لهم ذرية.
6. إليزابيث (2 فبراير 1443 - 5 مارس 1486)؛ تزوجت من الناخب إرنست الساكسوني، لهم ذرية.
7. ألبرت الرابع دوق بافاريا (15 ديسمبر 1447 - 10 مارس 1508).
8. كريستوف دوق بافاريا (6 يناير 1449 - 8 أغسطس 1493).
9. فولفغانغ (1 نوفمبر 1451 - 24 مايو 1514)، رجل دين في باساو ، أوغسبورغ وكولن .
10. باربرا (9 يونيو 1454، ميونيخ - 24 يونيو 1472، ميونيخ)، راهبة في ميونيخ.

كما أن لديه ثلاثة أطفال غير شرعيين على الأقل.